# Castelo de Cabeço de Vide
O Castelo de Cabeço de Vide ergue-se na vila de Cabeço de Vide, no Município de Fronteira, Distrito de Portalegre, no Alentejo, em Portugal.

## História

### Antecedentes
A primitiva ocupação humana da região remonta à pré-história, durante o período Neolítico, conforme demonstram os abundantes vestígios arqueológicos e monumentos megalíticos. A ocupação do chamado Cabeço de Vide, entretanto, é atribuída à época da Invasão romana da Península Ibérica.
À margem da estrada romana que ligava as primitivas cidades de Lisboa e Mérida, a presença de águas medicinais sulfurosas determinou, desde o reinado de César Augusto (c. 119 a.C.), o estabelecimento de um balneário (termas), denominado como A Sulfúrea, localizado junto a um pequeno rio represado, a cerca de um quilômetro a Sueste da atual vila.

### O castelo medieval
Embora segundo a tradição local afirme que a primeira fundação do povoado tenha sido no sítio de Pombal em uma época quando uma batalha, ao deixar muitos mortos por enterrar, causou grande pestilência, levando alguns sobreviventes a procurarem o alto do outeiro (cabeço) em busca de melhores ares onde recuperaram a saúde, a moderna história da vila e seu castelo remontam à época da Reconquista cristã da península.
D. Afonso Henriques (1112-1185) conquistou a primitiva povoação aos muçulmanos, em 1160, conservando-a pouco tempo em seu poder, uma vez que foi por estes reconquistada e destruída em 1190, quando da ofensiva de Iacube Almançor. Mais tarde, com a posse definitiva de Portugal sobre a região, a povoação foi reconstruída no alto do atual cabeço, atendendo razões estratégicas de defesa desta região fronteiriça. Foi então erguido (ou reconstruído) um castelo e uma cerca amuralhada em torno da povoação.
No século XVI, os domínios de Cabeço de Vide foram doados a Diogo de Azambuja. Neste período, a vila teria importância regional, demonstrada pela fundação da Santa Casa de Misericórdia, pela rainha D. Leonor, em 1498. O rei D. Manuel (1495-1521) concedeu-lhe Foral Novo em 1512.

### Da Guerra da Restauração aos nossos dias
À época da Guerra da Restauração da independência portuguesa, a vila sofreu severos danos, iniciando-se um período de decadência, que culminou, no século XX, com a extinção de seu Concelho, anexado ao de Alter do Chão a partir de 24 de Outubro de 1932, transitando para o de Fronteira em 21 de Dezembro do mesmo ano.
Este património encontra-se atualmente em vias de classificação.